# Acinopterus rubicundus
Acinopterus rubicundus är en insektsart som beskrevs av Beamer och Lawson 1938. Acinopterus rubicundus ingår i släktet Acinopterus och familjen dvärgstritar. Inga underarter finns listade i Catalogue of Life.